# Piteåbanan
Piteåbanan, tidigare Statsbanan Älvsbyn-Piteå, är en del av Sveriges järnvägsnät som sträcker sig mellan Piteå och Älvsbyn. Banan förlängdes i två etapper, varav den första var förlängningen till Munksund 1955. Persontrafiken lades ner 1972.

## Historia
Stambanan genom övre Norrland byggdes enligt antikustprincipen och det var tänkt att lokala intressen skulle bygga järnvägarna till städerna vid kusten. Den första kommittén för en bibana bestådd av representanter från Piteå stad, Piteå landskommun och Älvsbyns landskommun sammanträdde 1892 om en järnväg mellan stambanan och Piteå stad. Utöver Älvsbyn diskuterades anslutningar vid Persberg, Storsund (Bastuträsket), Brännberg och Långträsk. Piteå landskommun var inte eniga om sträckningen och även om bansträckningar undersöktes fattades inget beslut att bygga. Den andra kommittén bildades 1906 och baserat på erfarenheterna från utredningar om Skelleftebanan fanns nuvarande och framtida godstransporter för träindustrin med i underlaget för ansökan. I riksdagen 1907 bifölls Skelleftebanans ansökan medan Piteåbanans avslogs. När Skelleftebanan hade påbörjats inlämnades en ny ansökan och riksdagen beviljade 1911 500 000 kronor för att starta byggandet av Piteåbanan. Kostnaden var beräknad till 3,6 miljoner kronor.
Banan byggdes åren 1912-1915 och följde Pite älv men gick betydligt högre och en bit från älvdalen som var olämplig för järnväg. Den öppnades för trafik den 1 oktober 1915 men provisorisk trafik fanns redan 1914.
I samband med att godsbangården utökades på 1980-talet revs Piteå stationsbyggnad  men lokstall och magasinsbyggnader finns kvar.
Järnvägen blev elektrifierad den 12 juni 1995  i samband med en upprustning av banan och en omläggning av anslutningen till stambanan vid Älvsbyn.  Ett triangelspår byggdes i Nyfors, söder om Älvsbyn och banan fick en ny sträckning som ansluter till den gamla banan innan Högheden. Den nya sträckningen är omkring 1,5 kilometer längre än den ursprungliga.

### Hamnar
Den första hamnen med järnvägsanslutning låg nära Piteå station i Sörfjärden. Det fanns också hamn vid industrierna i Munksund och Skuthamn. Det mesta av virket flottades från inlandet på Piteälven och det fanns linbanor fram till mitten på 1960-talet mellan sågverken och massaindustrin för flistransport. Statens Järnvägar förlängde 1955 järnvägen från Piteå station till Munksund. Oljehamnen på Haraholmen påbörjades av Piteå landskommun och blev klar 1968. Efter att Piteå stad, Piteå landskommun och ytterligare två landskommuner gick samman 1967 byggde Piteå kommun 1973 ett oelektrifierat industrispår som kommunen fortfarande äger och förvaltar från Haraholmsväxeln till hamnen på Haraholmen.

### Persontrafik
Hållplatserna hade inte alltid namn utan angavs som kilometerantal. Persontrafiken mellan Älvsbyn och Piteå upphörde den 28 maj 1972.

## Nutid
Godstrafik med skogliga råprodukter och förädlade varor.

## Framtid
I den föreslagna sträckningen av Norrbotniabanan genom Piteå ansluter den till nuvarande järnväg på Pitholmen, resecentrumet placeras vid gamla Piteå station nuvarande bangård och banan avviker mot Luleå innan E4:an.